# Al Kavelin
Al Kavelin (* 3. März 1903 in New York City; † Januar 1982) war ein aus Italien stammender, US-amerikanischer Big Bandleader und Komponist im Bereich des Swing und der Populären Musik.
Al Kavelin gehörte zu den führenden Bandleadern des Sweet Stils der 1930er Jahre. Er graduierte am königlichen Verdi-Konservatorium in Mailand. Nachdem er u. a. mit Jean Goldkette gearbeitet hatte, gründete er 1933 seine erste Band, die im New Yorker Central Park Casino auftrat und dessen Auftritte im Radio übertragen wurden. Später entstanden auch Aufnahmen für Columbia Records, Bluebird und Decca. Das bekannteste Mitglied seines Orchesters war der spätere Bandleader Carmen Cavallaro; seine Bandsängern waren Vivian Blaine, Bill Darnell, Don Cornell und Virginia Gilerest. 

Al Kavelin gastierte mit seinem Orchestern in den großen Ballrooms der Vereinigten Staaten, u. a. im New Yorker Waldorf-Astoria, im Bilmore und Essex House, im Blackstone in Chicago, im Mark Hopkins in San Francisco, dem Baker in Dallas und dem Roovevelt in New Orleans.
Kavelin komponierte u. a. die Erkennungsmelodien der Band, „Lover Has Gone“ und später „I Give You My Word“, das während des Schallplattenstreiks Anfang der 40er Jahre durch das Radio populär wurde und #1 der von Lucky Strike gesponserten Your Hit Parade im Rundfunk wurde.
Schließlich löste Kavelin die Band Ende der 40er Jahre auf und ließ sich in Los Angeles nieder, wo er ein Reisebüro gründete.